# Amazonas de Trujillo Alto 2019
Questa voce raccoglie le informazioni riguardanti le Amazonas de Trujillo Alto nella stagione 2019.

## Organigramma societario
Area direttiva
- Presidente: William López

Area tecnica
- Allenatore: Xiomara Molero

## Rosa
| N° | Nome                  | Ruolo | Data di nascita   | Nazionalità sportiva |
| -- | --------------------- | ----- | ----------------- | -------------------- |
| 1  | Keishlyann Sánchez    | S     | 9 novembre 2001   | Porto Rico           |
| 2  | Adriana Viñas         | L     | 1º marzo 1994     | Porto Rico           |
| 3  | Alexandra Rivera      | L     | 18 febbraio 1993  | Porto Rico           |
| 4  | Kendra Rosario        | S     | 28 settembre 2000 | Porto Rico           |
| 5  | Vanessa Vélez         | S     | 29 agosto 1986    | Porto Rico           |
| 7  | Aida Bauzá            | O     | 20 settembre 1989 | Porto Rico           |
| 10 | Lisse Mar Rivera      | P     | 14 gennaio 1998   | Porto Rico           |
| 11 | Stephanie Salas       | L     | 17 febbraio 1992  | Porto Rico           |
| 12 | Wilmarie Rivera       | P     | 14 febbraio 1997  | Porto Rico           |
| 14 | Lizzelle Cintrón      | C     | 5 marzo 1986      | Porto Rico           |
| 15 | Zoé Sostre            | C     | 12 maggio 1993    | Porto Rico           |
| 17 | Alba Hernández        | C     | 3 ottobre 1994    | Porto Rico           |
| 18 | Juliannette Rodríguez | -     | 4 settembre 1997  | Porto Rico           |

## Mercato
| Acquisti | Acquisti              | Acquisti                | Acquisti   |
| R.       | Nome                  | da                      | Modalità   |
| -------- | --------------------- | ----------------------- | ---------- |
| S        | Keishlyann Sánchez    | Academia Villa Carolina | definitivo |
| L        | Adriana Viñas         | -                       | definitivo |
| L        | Alexandra Rivera      | -                       | definitivo |
| S        | Kendra Rosario        | ?                       | definitivo |
| S/O      | Vanessa Vélez         | -                       | definitivo |
| O        | Aida Bauzá            | -                       | definitivo |
| L        | Lisse Mar Rivera      | -                       | definitivo |
| P        | Stephanie Salas       | -                       | definitivo |
| P        | Wilmarie Rivera       | Louisville              | definitivo |
| C        | Lizzelle Cintrón      | -                       | definitivo |
| C        | Zoé Sostre            | -                       | definitivo |
| C        | Alba Hernández        | -                       | definitivo |
| ?        | Juliannette Rodríguez | ?                       | definitivo |

| Cessioni | Cessioni | Cessioni | Cessioni |
| R. | Nome     | a        | Modalità |
| --- | -------- | -------- | -------- |
| Non sono avvenuti movimenti di mercato in uscita perché la società è stata fondata pochi mesi prima dell'inizio della stagione |          |          |          |

## Risultati

### LVSF

#### Regular season
| 1ª giornata - 24 gennaio 2019 Coliseo Antonio R. Barceló, Toa Baja          | Llaneras de Toa Baja      | 3 - 1 | Amazonas de Trujillo Alto | 25-14, 19-25, 25-17, 25-15        |
| 2ª giornata - 27 gennaio 2019 Coliseo Rubén Zayas Montañez, Trujillo Alto   | Amazonas de Trujillo Alto | 3 - 1 | Valencianas de Juncos     | 19-25, 25-19, 25-18, 26-24        |
| 3ª giornata - 30 gennaio 2019 Coliseo Rubén Zayas Montañez, Trujillo Alto   | Polluelas de Aibonito     | 1 - 3 | Amazonas de Trujillo Alto | 21-25, 23-25, 25-18, 12-25        |
| 4ª giornata - 1º febbraio 2019 Coliseo Rubén Zayas Montañez, Trujillo Alto  | Amazonas de Trujillo Alto | 0 - 3 | Changas de Naranjito      | 20-25, 21-25, 23-25               |
| 5ª giornata - 6 febbraio 2019 Palacio de Recreación y Deportes, Mayagüez    | Indias de Mayagüez        | 3 - 1 | Amazonas de Trujillo Alto | 25-17, 19-25, 20-25, 25-16        |
| 6ª giornata - 8 febbraio 2019 Coliseo Roger L. Mendoza, Caguas              | Criollas de Caguas        | 3 - 0 | Amazonas de Trujillo Alto | 25-20, 25-18, 25-22               |
| 7ª giornata - 14 febbraio 2019 Coliseo Rubén Zayas Montañez, Trujillo Alto  | Amazonas de Trujillo Alto | 3 - 0 | Indias de Mayagüez        | 25-21, 25-22, 28-26               |
| 8ª giornata - 17 febbraio 2019 Coliseo Gelito Ortega, Naranjito             | Changas de Naranjito      | 3 - 1 | Amazonas de Trujillo Alto | 25-15, 25-21, 22-25, 25-19        |
| 9ª giornata - 21 febbraio 2019 Coliseo Rubén Zayas Montañez, Trujillo Alto  | Amazonas de Trujillo Alto | 3 - 2 | Polluelas de Aibonito     | 25-27, 25-21, 16-25, 25-14, 15-12 |
| 10ª giornata - 23 febbraio 2019 Coliseo Rafael Amalbert, Juncos             | Valencianas de Juncos     | 3 - 1 | Amazonas de Trujillo Alto | 26-24, 22-25, 25-21, 25-19        |
| 11ª giornata - 24 febbraio 2019 Coliseo Rubén Zayas Montañez, Trujillo Alto | Amazonas de Trujillo Alto | 3 - 2 | Llaneras de Toa Baja      | 25-18, 21-25, 22-25, 25-16, 15-9  |
| 12ª giornata - 27 febbraio 2019 Coliseo Antonio R. Barceló, Toa Baja        | Llaneras de Toa Baja      | 0 - 3 | Amazonas de Trujillo Alto | 21-25, 15-25, 22-25               |
| 13ª giornata - 1º marzo 2019 Coliseo Rubén Zayas Montañez, Trujillo Alto    | Amazonas de Trujillo Alto | 3 - 0 | Valencianas de Juncos     | 25-22, 25-23, 25-22               |
| 14ª giornata - 2 marzo 2019 Coliseo Rubén Zayas Montañez, Trujillo Alto     | Amazonas de Trujillo Alto | 1 - 3 | Polluelas de Aibonito     | 15-25, 25-21, 25-27, 22-25        |
| 15ª giornata - 7 marzo 2019 Coliseo Rubén Zayas Montañez, Trujillo Alto     | Amazonas de Trujillo Alto | 1 - 3 | Changas de Naranjito      | 26-24, 23-25, 10-25, 18-25        |
| 16ª giornata - 10 marzo 2019 Palacio de Recreación y Deportes, Mayagüez     | Indias de Mayagüez        | 1 - 3 | Amazonas de Trujillo Alto | 15-25, 22-25, 25-17, 19-25        |
| 17ª giornata - 15 marzo 2019 Coliseo Rubén Zayas Montañez, Trujillo Alto    | Amazonas de Trujillo Alto | 2 - 3 | Criollas de Caguas        | 22-25, 13-25, 25-17, 25-23, 15-17 |
| 18ª giornata - 16 marzo 2019 Coliseo Roger L. Mendoza, Caguas               | Criollas de Caguas        | 2 - 3 | Amazonas de Trujillo Alto | 25-17, 25-27, 19-25, 25-19, 12-15 |
| 19ª giornata - 21 marzo 2019 Coliseo Rubén Zayas Montañez, Trujillo Alto    | Amazonas de Trujillo Alto | 1 - 3 | Indias de Mayagüez        | 19-25, 25-21, 16-25, 20-25        |
| 20ª giornata - 28 marzo 2019 Coliseo Gelito Ortega, Naranjito               | Changas de Naranjito      | 3 - 1 | Amazonas de Trujillo Alto | 26-24, 23-25, 28-26, 25-20        |
| 21ª giornata - 30 marzo 2019 Coliseo Rafael Amalbert, Juncos                | Valencianas de Juncos     | 0 - 3 | Amazonas de Trujillo Alto | 21-25, 14-25, 22-25               |
| 22ª giornata - 31 marzo 2019 Coliseo Rafael Amalbert, Juncos                | Polluelas de Aibonito     | 1 - 3 | Amazonas de Trujillo Alto | 23-25, 25-21, 20-25, 18-25        |
| 23ª giornata - 3 aprile 2019 Coliseo Rubén Zayas Montañez, Trujillo Alto    | Amazonas de Trujillo Alto | 1 - 3 | Llaneras de Toa Baja      | 20-25, 26-28, 25-22, 22-25        |
| 24ª giornata - 6 aprile 2019 Coliseo Rubén Zayas Montañez, Trujillo Alto    | Amazonas de Trujillo Alto | 3 - 2 | Criollas de Caguas        | 25-22, 23-25, 17-25, 25-23, 15-13 |

#### Play-off
| Quarti di finale (gara 2) - 12 aprile 2019 Coliseo Roger L. Mendoza, Caguas            | Criollas de Caguas        | 3 - 1 | Amazonas de Trujillo Alto | 25-27, 25-22, 25-13, 25-19 |
| Quarti di finale (gara 3) - 14 aprile 2019 Coliseo Rubén Zayas Montañez, Trujillo Alto | Amazonas de Trujillo Alto | 0 - 3 | Llaneras de Toa Baja      | 9-25, 13-25, 20-25         |
| Quarti di finale (gara 5) - 17 aprile 2019 Coliseo Rubén Zayas Montañez, Trujillo Alto | Amazonas de Trujillo Alto | 0 - 3 | Criollas de Caguas        | 21-25, 22-25, 15-25        |
| Quarti di finale (gara 6) - 18 aprile 2019 Coliseo Antonio R. Barceló, Toa Baja        | Llaneras de Toa Baja      | 3 - 1 | Amazonas de Trujillo Alto | 25-21, 23-25, 25-23, 25-22 |

## Statistiche

### Statistiche di squadra
| Competizione | Punti | In casa | In casa | In casa | In trasferta | In trasferta | In trasferta | Totale | Totale | Totale |
| Competizione | Punti | G       | V       | P       | G            | V            | P            | G      | V      | P      |
| ------------ | ----- | ------- | ------- | ------- | ------------ | ------------ | ------------ | ------ | ------ | ------ |
| LVSF         | 33    | 14      | 6       | 8       | 14           | 6            | 8            | 28     | 12     | 16     |
| Totale       | -     | 14      | 6       | 8       | 14           | 6            | 8            | 28     | 12     | 16     |

G = partite giocate; V = partite vinte; P = partite perse